# Denton (Geórgia)
Denton é uma cidade localizada no estado americano de Geórgia, no Condado de Jeff Davis.

## Demografia
Segundo o censo americano de 2000, a sua população era de 269 habitantes.
Em 2006, foi estimada uma população de 287, um aumento de 18 (6.7%).

## Geografia
De acordo com o United States Census Bureau tem uma área de
4,0 km², dos quais 4,0 km² cobertos por terra e 0,0 km² cobertos por água. Denton localiza-se a aproximadamente 79 m acima do nível do mar.

## Localidades na vizinhança
O diagrama seguinte representa as localidades num raio de 28 km ao redor de Denton.